# Plötzkau
Plötzkau è un comune di 1 255 abitanti situato nel land della Sassonia-Anhalt, in Germania.
Appartiene al circondario (Landkreis) del Salzland e fa parte della comunità amministrativa Saale-Wipper.

## Storia
Plötzkau fu la capitale del principato di Anhalt-Plötzkau. La prima volta fu nel 1544 a seguito della partizione dell'Anhalt-Dessau ma il principato cessò di esistere alla morte di Giorgio III nel 1553 quando venne ereditato dall'Anhalt-Zerbst.
Tornò capitale del principato una seconda volta tra il 1603 ed il 1665.